# Клеарх II и Оксиатр
Клеарх II и Оксиатр (др.-греч. Kλέαρχoς Β' και Oξυαθρης, ум. 288/287 до н. э.) — цари или тираны Гераклеи Понтийской в 305/304 — 288/287 годах до н. э.
Сыновья царя Дионисия Гераклейского и Амастриды, племянницы Дария III.
С 305/304 годов до н. э. царствовали под опекой матери, вышедшей новым браком за царя Лисимаха. В 290-е годы до н. э. Амастрида передала власть достигшим совершеннолетия сыновьям.
По сообщению Мемнона Гераклейского Клеарх много воевал и как союзник других правителей, и за собственные интересы. В 292 году до н. э. участвовал в походе Лисимаха против гетов и вместе с ним попал в плен. Когда Лисимах был освобождён, Клеарх, по-видимому, остался как заложник, и через некоторое время также был отпущен.
В отличие от мягкого и разумного правления отца и матери, братья установили в государстве настоящую тиранию, вызывавшую недовольство подданных, а их последнее преступление было столь же гнусным, сколь и безрассудным. Решив по неизвестным причинам избавиться от матери, проживавшей в своём владении в Амастриде, Клеарх и Оксиатр пригласили её прибыть по морю в Гераклею, и по дороге она была утоплена.
Лисимах, сохранявший привязанность к бывшей жене, вознамерился отомстить, но, чтобы не возбуждать подозрения тиранов, до поры сохранял видимость союзных отношений. Пользуясь правом свободного входа в город, он ввёл туда вооружённый отряд, схватил обоих правителей, а затем приказал убить сначала Клеарха, затем Оксиатра.
Гераклея была присоединена к царству Лисимаха.